# Manchester Central Convention Complex
Le Manchester Central Convention Complex (communément appelé Manchester Central) est un centre d'exposition et de conférence à Manchester, en Angleterre. Le bâtiment a été autrefois l'ancienne gare de Manchester Central. Il a conservé son toit voûté distinctif avec une envergure de 64 mètres - la deuxième plus grande envergure de toit de gare au Royaume-Uni et a obtenu le statut de bâtiment classé Grade II * en 1963.
Après avoir servi 89 ans comme terminus ferroviaire, il a fermé ses portes aux passagers en mai 1969. Il a été rénové pour devenir un centre d'exposition anciennement connu sous le nom de G-Mex Centre en 1982 pendant lequel il a été le principal lieu de concerts de musique de Manchester jusqu'à la construction de la Manchester Arena. Après sa rénovation en 2007, le lieu a repris son ancien nom de Manchester Central.
En 2020, à l'exemple de l'hôpital chinois de Fangcang, le complexe est devenu un hôpital de campagne temporaire pour les patients atteints de covid en état de santé critique. Il a alors fait partie du réseau des hôpitaux temporaires du NHS Nightingale Hospitals.

## Histoire

### Gare centrale de Manchester

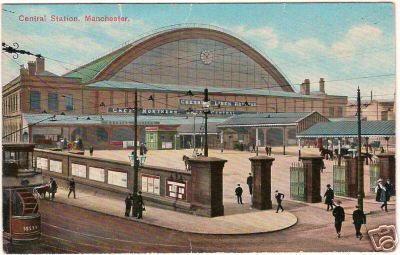
Une image illustrative de l'ancienne gare de Manchester Central, datée de 1905.

Le complexe était à l'origine la gare centrale de Manchester, l'un des principaux terminaux ferroviaires de la ville.
Conçue par Sir John Fowler, la station a été ouverte en juillet 1880 par la compagnie de chemin de fer Cheshire Lines Committee. La gare a servi de terminus pour les trains express de la société de chemin de fer Midland Railway à destination de Londres Saint Pancras.
Le grand toit voûté de la station - un énorme toit voûté à une travée en fer forgé, s'étendant sur 210 pieds (64 m), 550 pieds (168 m) de long et 90 feet (27 m) de haut - était un élément remarquable de l'ingénierie ferroviaire et est l'arc de fer sans support le plus large de Grande-Bretagne après le hangar du train Barlow à Londres Saint Pancras.
À son apogée, dans les années 1930, plus de 400 trains traversaient la gare chaque jour. La station a fonctionné pendant 89 ans, avant de fermer en mai 1969.

### Centre G-Mex

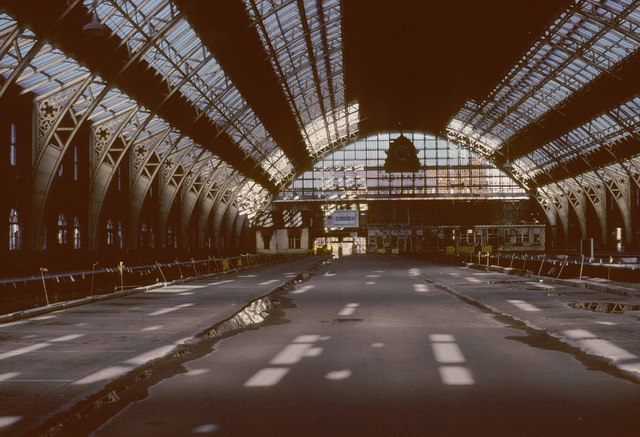
L'intérieur de la gare abandonnée avant sa rénovation en 1982.

En 1978, la structure a été acquise par le Greater Manchester County Council pour devenir une salle de concert. En 1982, les travaux de construction ont été entrepris par l'entreprise Alfred McAlpine. Elle a été la pièce maîtresse du plan de modernisation de la région et du district de Castlefield.
La salle couvre 10 000 mètres carrés et peut être divisée en unités de différentes tailles pour différentes expositions. Les travaux initiaux de construction se sont concentrés sur la réparation de la structure et la réparation de la maçonnerie qui a duré 18 mois. En 1986, après quatre ans de rénovation, le Greater Manchester Exhibition Centre (ou G-Mex Centre) a été inauguré par la reine Elizabeth II.
En 2001, le Manchester International Convention Centre (MICC) a été ajouté, comprenant un auditorium de 804 places, des salles de réunion et le Great Northern Hall. En 2005, la société gérant le complexe a été achetée par le Manchester City Council. Le G-Mex a été la principale salle de concert de Manchester de 1986 à 1995. Son usage en tant que salle de concert a diminué après l'ouverture de la Manchester (alors NYNEX) Arena en 1995.

### Manchester Central
En janvier 2007, le Centre G-Mex a été renommé Manchester Central, évoquant la mémoire de l'ancienne gare, et a été transformé en centre d'exposition et de conférence. Le bâtiment a été rénové par l'architecte de Manchester, Stephenson Bell  pour un coût de 30 millions de livres sterling en 2008. La première phase de création d'un espace a duré de février à novembre 2008.
La deuxième phase, achevée vers la fin de 2009, comprenait un espace prolongé vers le hall central classé grade II. L'ancienne structure en verre fumé a été démolie et remplacée par une structure à toit plat et à vitrage transparent exposant davantage l'architecture d'origine. La phase finale, achevée en septembre 2010, s'est concentrée sur l'arrière du bâtiment. De nouveaux espaces événementiels ont été construits et les salles rénovées pour augmenter la portée et la taille des lieux de réunion et de banquet du lieu.

## Événements
Pendant la période du G-MEX Center, le lieu a été utilisé pour accueillir des concerts de rock. Peu de temps après son ouverture officielle, Factory Records a utilisé ce lieu pour son Festival of the Tenth Summer (en) en juillet 1986 pour célébrer le 10e anniversaire de Punk In The City, où ont été inclus des apparitions de The Smiths et Factory Records stalwarts New Order. James est apparu en 1990, U2 en juin 1992, Metallica en novembre 1992 lors de leur tournée pour The Black Album et The Cure en novembre 1992.
Le G-Mex avait une capacité de 9 500 places assises (en)  pour les concerts de phase finale et de 12 500 places (en) pour les événements à station debout. Il a cessé d'accueillir des concerts en 1997, avec le dernier concert d'Oasis en décembre. Le G-Mex a également été le site des Jeux du Commonwealth de 2002 pour la gymnastique, l'haltérophilie, le judo et la lutte.
Après une pause de neuf ans, il a de nouveau été utilisé pour des concerts de Snow Patrol en décembre 2006 avec Morrissey, The Verve, Marilyn Manson, Franz Ferdinand, Manic Street Preachers, Arctic Monkeys, Bloc Party et Hard-Fi organisant des concerts en 2007. Status Quo y a joué plusieurs fois. Le lieu a accueilli des concerts de Placebo en décembre 2009, Arcade Fire, Biffy Clyro, Thirty Seconds to Mars, The Taste of Chaos Tour 2010, Deadmau5, le groupe Pendulum en décembre 2010 et The Eighth Plague Tour (en). En 2011, il a accueilli Girls'Day Out Show.
En 2009 et 2010, il a accueilli les étapes d'audition du programme ITV The X Factor et en décembre 2012, il a accueilli la finale de la Neuvième série de The X Factor.
En septembre 2006, le parti travailliste a quitté son lieu habituel de bord de mer pour tenir sa conférence annuelle du parti (en) dans le complexe, puis également en 2008, 2010, 2012 et 2014. Le complexe a également accueilli des conférences de la Confédération de l'industrie britannique, du Conseil pour les affaires économiques et financières, du parti des Libéraux démocrates et du parti conservateur (en) (pour ce dernier, les dates ont été en 2006, 2009, 2011, 2013, 2015, 2017 et 2019),.
Le lieu a également été le lieu de tournage de Ninja Warrior UK (en).

## Transport
Situé au cœur de la ville, le Manchester Central est desservi par deux arrêts de tramway Metrolink - l'arrêt de tramway Deansgate-Castlefield (en) et l'arrêt de tramway St Peter's Square (en), tous deux à moins de cinq minutes à pied du site. Les services de train locaux du National Rail desservent la gare de Deansgate (en) tandis que la gare de Manchester Piccadilly est à vingt minutes à pied.

## Hôpital d'urgence
Le 27 mars 2020, le gouvernement britannique a annoncé que le bâtiment sera converti en hôpital d'urgence de 1000 lits, similaire au NHS Nightingale Hospital London déjà en construction, pour faire partie du réseau d'hôpitaux du NHS Nightingale Hospitals pour faire face à la pandémie de coronavirus 2020. Il a ouvert le 13 avril 2020,.